# Андрей Смирнов (режисьор)
 Вижте пояснителната страница за други личности с името Андрей Смирнов.
Андрей Сергеевич Смирнов (роден на 12 март 1941 г., Москва, РСФСР, СССР) е съветски и руски филмов режисьор, сценарист и драматург, театрален и филмов актьор, народен артист на Руската федерация (2003).

## Биография
Андрей Смирнов е роден на 12 март 1941 г. в Москва. Син на писателя Сергей Сергеевич Смирнов. Майка – Вирджиния (Вергин) Генриховна Смирнова, еврейка по баща и арменка по майка.
През 1962 г. завършва режисьорския факултет на ВГИК (работилница на Михаил Ром).
През 1971 г. режисира филма „Белоруската гара“, който получава главната награда на Първия фестивал за съвременна кинематография в Карлови Вари през 1971 г.
През 1974 г. режисира мелодрамата „Есен“ по собствен сценарий, а през 1979 г. режисира производствената драма „Вяра и истина“ за жилищното строителство в СССР. След излизането на този филм Андрей Смирнов напуска режисурата за повече от 30 години, обяснявайки това решение с несъгласие с цензурата в СССР.